# Mike Hart
Leon Michael Hart (9 de abril de 1986, Syracuse, Nova Iorque) é um ex-jogador de futebol americano que atuava na posição de running back pelo Indianapolis Colts na National Football League. Mike estudou na Onondaga Central High School em sua cidade natal onde se destacou como HB. Atualmente ele é um dos treinadores ofensivos da Eastern Michigan University.

## Carreira Universitária

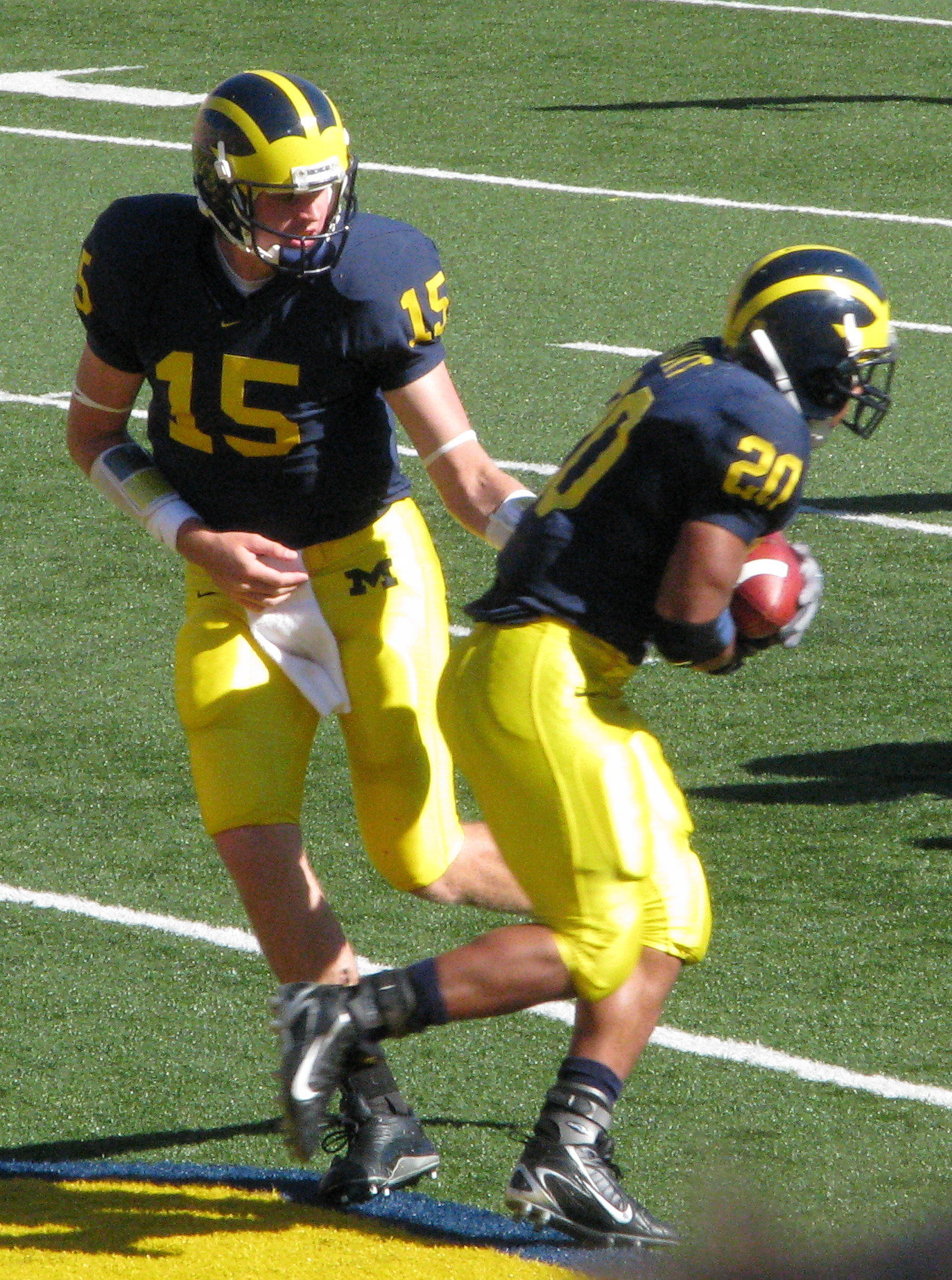
Mike Hart jogando pelo Michigan Wolverines.

Ball Jogou futebol americano pela Universidade de Michigan onde ele obteve vários recordes como calouro mas se machucava com freqüência. Apesar disso ele recebeu vários premios e também uma indicação ao Heisman Trophy.
Em sua carreira universitária ele correu com a bola 1 015 vezes para 5 040 jardas além de ter feito 41 touchdowns. Abaixo a tabela dos maiores corredores da faculdade de Michigan.
| Posição | Nome            | Corridas | Jardas | Jardas por carregada | Touchdowns | Touchdown mais longo | Começo da carreira | Fim da carreira |
| ------- | --------------- | -------- | ------ | -------------------- | ---------- | -------------------- | ------------------ | --------------- |
| 1       | Mike Hart       | 1015     | 5040   | 5.0                  | 41         | 64                   | 2004               | 2007            |
| 2       | Anthony Thomas  | 924      | 4472   | 4.8                  | 55         | 80                   | 1997               | 2000            |
| 3       | Jamie Morris    | 806      | 4392   | 5.5                  | 25         | 68                   | 1984               | 1987            |
| 4       | Tyrone Wheatley | 688      | 4178   | 6.1                  | 47         | 88                   | 1991               | 1994            |
| 5       | Butch Woolfolk  | 717      | 3850   | 5.4                  | 29         | 92                   | 1978               | 1981            |
| 6       | Chris Perry     | 811      | 3696   | 4.6                  | 39         | 63                   | 2000               | 2003            |
| 7       | Rob Lytle       | 557      | 3307   | 5.9                  | 26         | 75                   | 1973               | 1976            |
| 8       | Billy Taylor    | 587      | 3072   | 5.2                  | 30         | 66                   | 1969               | 1971            |
| 9       | Gordon Bell     | 535      | 2902   | 5.4                  | 28         | 53                   | 1973               | 1975            |
| 10      | Tim Biakabutuka | 472      | 2810   | 6.0                  | 24         | 60                   | 1993               | 1995            |

### Prêmios e honras universitárias
Prêmios Nacionais
- 2006 Doak Walker Award - finalista
- 2006 Maxwell Award - semifinalista
- 2006 Walter Camp Award - indiacado
- 2006 Heisman Trophy - quinto colocado
- 2007 Maxwell Award - semifinalista
- 2007 Doak Walker Award - finalista

Conference honors
- 2004 All-Big Ten Conference First Team
- 2004 Big Ten Freshman of the Year
- 2006 All-Big Ten Conference First Team
- 2007 Big Ten Preseason Offensive Player of the Year
- 2007 All-Big Ten Conference Second Team

Team awards
- 2006 Michigan football team co-MVP com David Harris
- 2007 Michigan football team MVP

## NFL
Mike Hart foi selecionado no sexto round do draft de 2008 da NFL (pick n°202) pelo Indianapolis Colts. Ele assinou um contrato de 4 anos com os Colts no dia 24 de julho. Na pré-temporada, em sua estréia como profissional, contra o Washington Redskins, Hart carregou a bola 4 vezes para 53 jardas e fez 3 recepções para 28 jardas.
Como ele era apenas um back up dos titulares Joseph Addai e Dominic Rhodes, Hart viu pouca ação na temporada de 2008, carregando a bola duas vezes para 9 jardas. Durante o segundo quarto do jogo dos Colts contra o Baltimore Ravens na semana 6, Hart sofreu uma contusão no joelho após fazer uma recepção de 18 jardas num passe de Peyton Manning. No dia 15 de outubro, Mike foi colocado no injured reserve onde permaneceu até o final da temporada.
Em 5 de setembro de 2009, Hart foi cortado Indianapolis Colts mas no dia seguinte voltou para o time indo para o practice squad.
Em 6 de dezembro de 2009, Mike Hart atuou pela primeira vez na temporada de 2009. Ele correu com a bola para 11 jardas e fez 2 recepções para 27 jardas. Em 13 de  dezembro ele fez 28 jardas pelo chão. E em 3 de janeiro de 2010, Hart marcou seu primeiro touchdown na NFL contra o Buffalo Bills. Em 7 de fevereiro de 2010, Mike carregou a bola duas vezes no Super Bowl XLIV.
Hart foi dispensado pelos Colts em 26 de julho de 2011.

## Treinador
Em 17 de agosto de 2011, foi anunciado que Hart havia aceitado um cargo na Eastern Michigan University como treinador de controle de qualidade ofensiva do time de futebol americano da universidade.